# Корсика и Сардиния (римская провинция)
Корсика и Сардиния (лат. Corsica et Sardinia) — провинция Римской республики, а затем и Римской империи, включавшая в себя территорию двух крупных островов: Корсики и Сардинии.

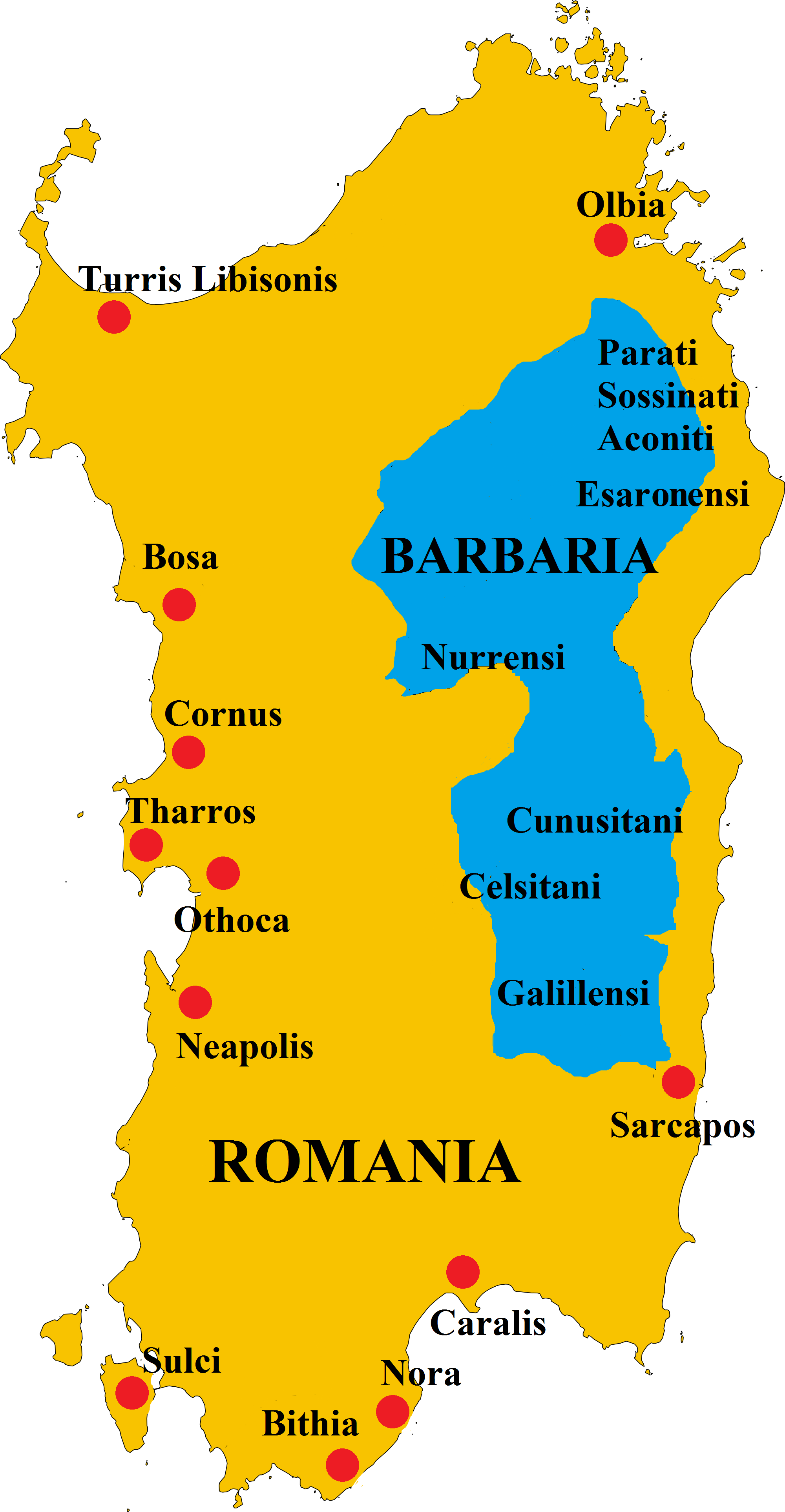
Политическое положение Сардинии

Первые поселения на Корсике и Сардинии были основаны финикийцами. Вслед за ними на островах появились греческие колонии. В середине VI в. до н. э. Корсика, а за ней и Сардиния переходят под контроль Карфагена.
В V в. до н. э. интересы Карфагена и Рима пересеклись на Сицилии. Последовала череда войн, названных Сицилийскими, за утверждение влияния на этом острове. К 264 до н. э. Рим подчинил себе всю Италию. Одним из дальнейших направлений экспансии стала Сицилия. За право обладания Сицилией разгорелась Первая Пуническая война (264—241 до н. э.), по итогам которой римляне захватили Сицилию, а также изгнали карфагенян из Корсики и Сардинии. В 238 до н. э. официально была образована провинция Корсика и Сардиния.
Современная провинция Нуоро на востоке острова Сардиния изначально служила убежищем для коренных жителей, откуда они регулярно совершали набеги на римскую территорию, что побудило римлян строить лимесы. Название местного региона Барбаджа (Barbaria) происходит от этих варваров.
Когда провинции были реорганизованы в 27 г. до н. э. До н. э. при Августе провинция изначально была сенаторской, но в 6 г. н. э. стала имперской провинцией. До 67 года, когда провинция снова стала сенаторской, она находилась под управлением прокурора, что могло быть связано с необходимостью военных действий против местных жителей.
В 286 году Диоклетиан присоединил провинцию к Итальянской епархии. После того, как Константин разделил епархию, она вошла в состав диоцеза Italiae Suburbicariae.
В 4 веке провинция была разделена на два острова.

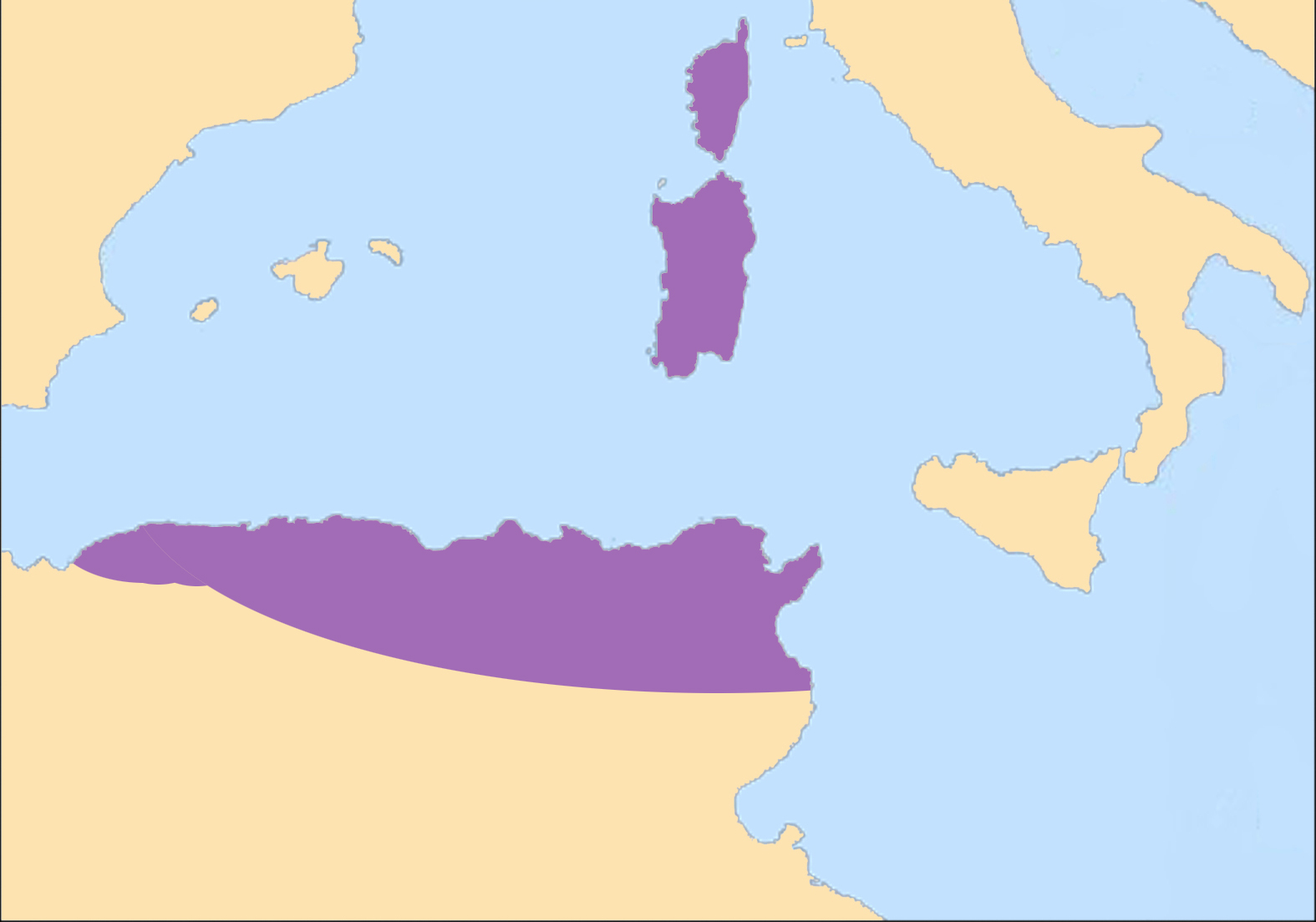
Королевство вандалов после завоевания Сардинии (в 455 году нашей эры) и Корсики (в 456 году нашей эры).

В 456 году провинция была завоёвана вандалами.

## Конец провинции Корсика и Сардиния
В 455 году экспедиция вандалов во главе с Генсериком напала на Балеарские острова , Корсику, Сардинию и Сицилию. Балеарский архипелаг и три других острова перешли под власть вандалов, пока Юстиниан I не присоединил Балеарские острова и Сицилию к Византийской империи. Сардиния и Корсика продержались еще несколько лет, но в итоге сдались византийцам.
Власть империи стремительно уменьшилась в западной части Средиземноморья после захвата Карфагена и Экзархата Африки Омейядским халифатом в 698 году. В 707 году острова подчинились на выгодных условиях халифату Омейядов, что позволило жителям сохранить их традиции и религию, а также высокий уровень автономии. Формально острова были одновременно под властью Византии и Омейядов, но фактически сохраняли независимость.

## Экономика и культура провинции
В экономическом отношении провинция имела особое значение как поставщик зерна, лошадей, минерального сырья и оружия.
Из речей Цицерона известно, что правящие семьи некоторых городов носили пунические имена незадолго до начала I века. Раскопки также указывают на медленную романизацию. Однако в прибрежных районах колонизация шла быстрее, чем во внутренних районах.
На Сардинии сардинский язык, который существует до сих пор, произошёл от латинского языка.